# Charlie Munger
Charles Thomas Munger (født 1. januar, 1924, død 28. november 2023) var en amerikansk erhvervsmand, investor og filantrop. Han var næstformand i Berkshire Hathaway, et konglomerat styret af Warren Buffett, og Buffett beskrev Munger som sin nærmeste partner og krediteret ham for at være "arkitekten" bag Berkshire Hathaways forretningsfilosofi. Munger sad som formand i Wesco Financial Corporation fra 1984 til 2011. Han var også formand for Daily Journal Corporation i Los Angeles, og medlem af bestyrelsen i Costco Wholesale Corporation.
Ved sin død blev det af Forbes estimeret, at Munger havde en formue på $2,6 mia.